# Município de Seneca (condado de Noble, Ohio)
O município de Seneca (em inglês: Seneca Township) é um município localizado no condado de Noble no estado estadounidense de Ohio. No ano de 2010 tinha uma população de 479 habitantes e uma densidade populacional de 7,56 pessoas por km².

## Geografia
O município de Seneca encontra-se localizado nas coordenadas 39° 52′ 00″ N, 81° 23′ 19″ O. Segundo o Departamento do Censo dos Estados Unidos, o município tem uma superfície total de 63.34 km², da qual 61,15 km² correspondem a terra firme e (3,46 %) 2,19 km² é água.

## Demografia
Segundo o censo de 2010, tinha 479 pessoas residindo no município de Seneca. A densidade populacional era de 7,56 hab./km². Dos 479 habitantes, o município de Seneca estava composto pelo 98,75 % brancos, o 0,21 % eram afroamericanos, o 1,04 % eram amerindios. Do total da população o 0,21 % eram hispanos ou latinos de qualquer raça.